# Ušna
Ušna (rusky Ушна) je řeka ve Vladimirské oblasti v Rusku. Je 160 km dlouhá. Povodí má rozlohu 3060 km².

## Průběh toku
Je to levý přítok Oky (povodí Volhy).

## Přítoky
Varicha (rusky Вариха), Kosťanka (rusky Костянка), Kolp (rusky Колпь), Morozilka (rusky Морозилка), Mars (rusky Марс), Kestromka (rusky Кестромка), Tetruch (rusky Тетрух), Važel (rusky Важель), Vančug (rusky Ванчуг), Edon (rusky Эдон)

## Vodní stav
Zdroj vody je převážně sněhový. Na horním toku vysychá. Průměrný průtok vody ve vzdálenosti 62 km od ústí činí 5 m³/s. Zamrzá obvykle v listopadu a rozmrzá v dubnu.